# András Schiffer
András Schiffer (ur. 19 czerwca 1971 w Budapeszcie) – węgierski prawnik i polityk, parlamentarzysta, współzałożyciel i współprzewodniczący ugrupowania Polityka Może Być Inna.

## Życiorys
W 1995 ukończył studia prawnicze na Uniwersytecie im. Loránda Eötvösa w Budapeszcie (ELTE). Na początku lat 90. działał w młodzieżówce Węgierskiej Partii Socjalistycznej, następnie był działaczem Stowarzyszenia na rzecz Praw Człowieka oraz innych lewicowych organizacji społecznych. Praktykował jako prawnik, jego klientem był m.in. Viktor Orbán.
W 2009 znalazł się wśród założycieli partii Polityka Może Być Inna (LMP), był współprzewodniczącym tego ugrupowania. W wyborach w 2010 uzyskał mandat parlamentarzysty. Stanął na czele klubu poselskiego LMP, funkcję tę pełnił do rezygnacji 14 stycznia 2012. W 2014 András Schiffer z powodzeniem ubiegał się o poselską reelekcję. W 2016 złożył mandat poselski i wycofał się z działalności politycznej. W 2018 zrezygnował z członkostwa w LMP.
Jest prawnukiem Árpáda Szakasitsa, prezydenta Węgier w latach 1948–1949.